# Gościm (gmina)

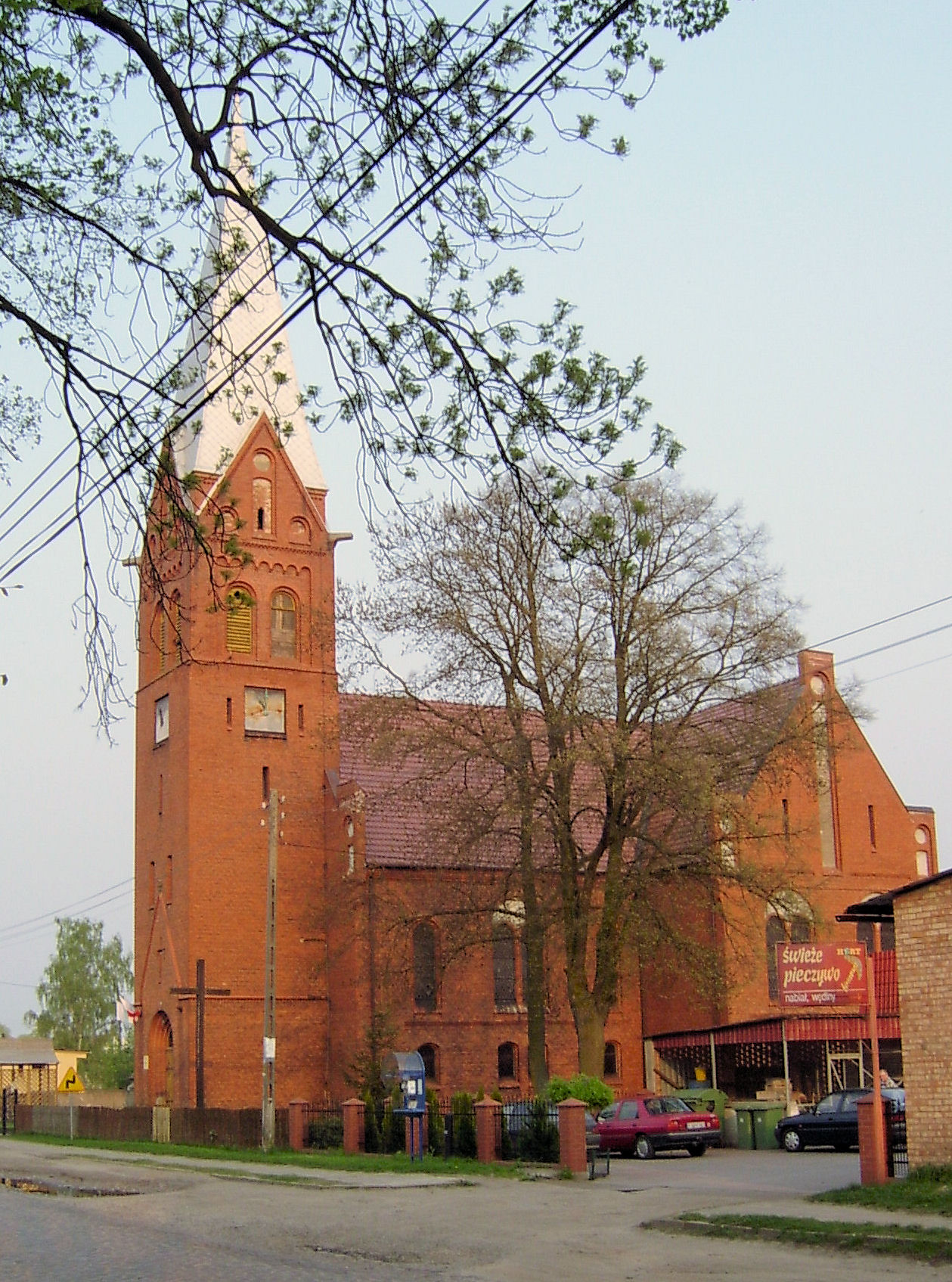
Kościół w Gościmiu

Gościm – dawna gmina wiejska istniejąca w latach 1945–1954 i 1973–76 w woj. poznańskim, zielonogórskim i gorzowskim (dzisiejsze woj. lubuskie). Siedzibą władz gminy był Gościm.
Gmina Gościm powstała po II wojnie światowej (1945) na terenie tzw. Ziem Odzyskanych (tzw. III okręg administracyjny – Pomorze Zachodnie). 25 września 1945 gmina – jako jednostka administracyjna powiatu strzeleckiego – została powierzona administracji wojewody poznańskiego, po czym z dniem 28 czerwca 1946 została przyłączona do woj. poznańskiego. 6 lipca 1950 gmina wraz z całym powiatem strzeleckim weszła w skład nowo utworzonego woj. zielonogórskiego.
Według stanu z 1 lipca 1952 gmina składała się z 10 gromad: Bagniewo, Goszczanowiec, Goszczanowo, Goszczanówko, Gościm, Kijowo, Lubiatów, Nowe Łąki, Rąpin i Zielątkowo. Gmina została zniesiona 29 września 1954 wraz z reformą wprowadzającą gromady w miejsce gmin. 
Jednostkę reaktywowano 1 stycznia 1973 w tymże powiecie i województwie. 1 czerwca 1975 gmina weszła w skład nowo utworzonego woj. gorzowskiego. 15 stycznia 1976 gmina została zniesiona przez połączenie z dotychczasową gminą Drezdenko w nową gminę Drezdenko.